# 舍尔洛瓦亚戈拉
舍尔洛瓦亚戈拉（羅馬化：Sherlovaya Gora），旧称第一舍尔洛瓦亚（Шерловая-1）、哈拉诺尔（Харанор），是俄罗斯外贝加尔边疆区的市级镇，属博尔贾区，在区行政中心博尔贾西北、边疆区首府赤塔东南方。设有舍尔洛瓦亚铁路车站。
该地2021年人口有11,592人；2010年人口12,489；2002年人口14,623；1989年人口17,509。